# Tomos NTX 50
Tomos NTX je Tomosov motocikel, ki so ga izdelovali na Nizozemskem. Tomos NTX je izboljšana verzija ATX-a, saj so ga izdelovali za severni trg, ampak ima še vedno enak motor kot Tomos ATX, torej 50 ccm. 
Da je NTX naprednejši od drugih, se je kazalo po nekaterih izboljšavah:
- zadaj en amortizer na sredini, 
- izboljšane sprednje vilice, ter amortizerji. 
- merilnik obratov motorja,
- sprednje kolutaste zavore,(diski)
- zadnje ojačane in močnejše vilice,
- močnejša pesta,
- močnejša platišča ter napere.
Njegovi predhodniki so bili Tomosovi modeli ATX 50, BT50 in CTX 80, ki so jih izdelovali v Sloveniji v tovarni Tomos v Kopru.
Ker so NTX izdelovali na Nizozemskem, jih je v Sloveniji zelo malo.

## Oblikovanje
Leta 1980 je Igor Rosa prevzel v Tomosu oblikovanje modelov motornih koles. Njegov pristop je odločilno pripomogel k oblikovanju modelov ATX, BT in CTX, ki si delijo več skupnih elementov, kar je racionaliziralo proizvodnjo.

NTX 50C ima tipično diagonalno vizualno shemo, ki jo je določil položaj voznika in je nastala na osnovi ergonomske študije stičnih točk med voznikom in mopedom, pozornost pa je bila namenjena tudi aerodinamiki.